# Fairy Tail
Fairy Tail (яп. フェアリーテイル Фэари: Тэиру, рус. Хвост феи) — сёнэн-манга Хиро Масимы, публиковавшаяся в еженедельном журнале Weekly Shōnen Magazine издательства Kodansha с августа 2006 года по июль 2017 года. Позже главы были собраны в 63 тома танкобонов. История повествует о приключениях Нацу Драгнила, члена популярной гильдии волшебников.
Манга была адаптирована в аниме-сериал производства A-1 Pictures, Dentsu Inc., Satelight, Bridge и CloverWorks, который транслировался с октября 2009 года по март 2013 года. Второй сезон транслировался с апреля 2014 года по март 2016 года. Третий и последний сезон транслировался с октября 2018 года по сентябрь 2019 года. Также было выпущено множество спин-оффов манги, включая приквел, Fairy Tail Zero, и сиквел под названием Fairy Tail: 100 Years Quest. Кроме того, студией A-1 Pictures было выпущено девять OVA и два полнометражных анимационных фильма. По состоянию на февраль 2020 года продажи манги составили 72 миллиона копий.
В 2009 году манга удостоилась ежегодной престижной премии издательства «Коданся» за лучшую сёнэн-мангу.

## Сюжет
Действие манги происходит в вымышленном мире, населённом магами. Маги объединяются в гильдии, где совершенствуют свои колдовские способности и зарабатывают выполнением разнообразных заказов. 17-летняя заклинательница духов Люси Хартфилия сбегает из дома и вступает в гильдию «Хвост Феи», члены которой известны своими разрушительными выходками. В гильдию её приглашает убийца драконов Нацу Драгнил, который путешествует по королевству Фиор в поисках своего приёмного отца, дракона Игнила. Люси присоединяется к Нацу и его летающему коту Хэппи. Позднее в их команду вступают ледяной маг Грей Фуллбастер и волшебница Эльза Алая, способная перевоплощать свои доспехи и оружие. Пятеро героев занимаются выполнением миссий под эгидой гильдии. Миссии включают преследование преступников, членов нелегальных криминальных гильдий и древних демонов, созданных бессмертным темным колдуном Зерефом.
Несколько членов «Хвоста Феи» вступают в бой с Зерефом на священном для гильдии острове Священного волка. Из-за Зерефа между «Хвостом Феи» и враждебной гильдией «Сердце Гримуара» разгорается конфликт, который привлекает внимание злого чёрного дракона по имени Акнология. Дракон нападает на остров, но магов из «Хвоста Феи» защищает своим заклинанием основательница гильдии Мавис Вермилион, помещая их в стазис на семь лет. В результате этого маги переживают атаку Акнологии. Зереф покидает остров, чтобы обдумать свои дальнейшие действия. Решив уничтожить человечество за призыв Акнологии, Зереф устраивает сражение между «Хвостом Феи» и тёмной гильдией «Тартарос», состоящей из демонов этериоса. Целью «Тартароса» является вызволение из магического заточения мастера гильдии, сильнейшего демона E.N.D. Акнология возвращается, чтобы уничтожить обе гильдии, но его останавливает Игнил, который, как выясняется, запечатал себя в теле Нацу Драгнила. Маги «Хвоста Феи» побеждают демонов «Тартароса». Акнология убивает Игнила, и Нацу клянётся отомстить за его смерть.
После года тренировок Нацу с Хэппи возвращаются и узнают, что глава «Хвоста Феи» Макаров Дрейар всё это время старался предотвратить вторжение милитаристской империи Арболес, управляемой Зерефом. Во время битвы с армией Зерефа Нацу выясняет, что он на самом деле является давно умершим младшим братом Зерефа, которого тот воскресил в виде демона E.N.D. (Etherious Natsu Dragneel), желая избавиться от проклятия в виде бессмертия.

## Медиа

### Манга
Манга была написана и проиллюстрирована Хиро Масимой, выпускалась в журнале Weekly Shōnen Magazine со 2 августа 2006 года по 26 июля 2017 года. 545 отдельных глав были собраны и опубликованы в 63 томах танкобона в период с 15 декабря 2006 года по 17 ноября 2017 года. В 2008 году специальный кроссовер между Fairy Tail и Flunk Punk Rumble Мики Ёсикавы под названием Fairy Megane (FAIRYメガネ) был опубликован в еженедельном журнале Weekly Shōnen Magazine. Позже она была включена в Fairy Tail+, официальный фанбук, выпущенный 17 мая 2010 года. Ещё один кроссовер с первой мангой Масимы Rave Master был опубликован в 2011 году. Специальный выпуск еженедельника, опубликованный 19 октября 2013 года, раскрыл небольшой кроссовер между Fairy Tail и The Seven Deadly Sins Накабы Судзуки, где каждый мангака нарисовал ёнкому (четырёхпанельный комикс) из серии другого. Фактическая перекрестная глава между этими двумя главами была опубликована в объединённом номере журнала 4/5 за 2014 год, который был выпущен 25 декабря 2013 года. Серия состоящая из двух глав под названием Fairy Tail S, в которой собраны рассказы Масимы, первоначально опубликованные в различных японских журналах на протяжении многих лет, была выпущена 16 сентября 2016 года.
Было выпущено восемь спин-оффов серии манги. Первые две серии — Хвост Феи: Зеро от Масимы и Хвост Феи: Ледяная тропа от Юсукэ Сирато — были выпущены с запуском ежемесячного журнала под названием Monthly Fairy Tail Magazine 17 июля 2014 года и  закончились в последнем выпуске журнала, опубликованном 17 июля 2015 года. Третья серия, Хвост феи: Голубая Мистраль от Руи Ватанабэ, вышла в журнале издательсьва Коданся со 2 августа 2014 года по 1 декабря 2015 года, в то время как другая, Fairy Girls от Боку, была выпущена в специальном журнале с 20 ноября 2014 года по 20 августа 2015 года. Кета Сибано создал метасериал из трех частей под названием Fairy Tail Gaiden, который был запущен в бесплатном мобильном приложении карманного еженедельника Коданся. Серия началась в 2015 году с Twin Dragons of Saber Tooth  с 30 июля по 4 ноября, продолжилась с Rhodonite с 18 ноября 2015 года по 30 марта 2016 года  и завершилась Lightning Gods в 2016 году с 4 мая по 14 сентября. 25 июля 2018 года в  Magazine Pocket журнала Коданся был выпущен сиквел манги под названием Хвост Феи: 100-летний квест, написанной Масимой и иллюстрированный Ацуо Уэдой. Еще один спин-офф, Хвост Феи: Героическое приключение Хэппи от Кенсиро Сакамото, был выпущен 26 июля в том же приложении. 27 июня 2018 года Хиро анонсировал еще один спин-офф манги под названием Герой города Фейри Тейл, написанный и иллюстрированный Усио Андо.
Все спин-оффы, все три части Gaiden и 100 Years Quest лицензированы для выпуска на английском языке компанией Kodansha USA.

### Аниме
A-1 Pictures, Dentsu Entertainment и Satelight выпустили аниме-адаптацию манги. Премьера аниме режиссера Синдзи Исихиры, состоялась на 12 октября 2009 года Сериал закончился 30 марта 2013 года, а повторы начали выходить в эфир 4 апреля 2013 года под названием Fairy Tail Best!. Было выпущено сорок один DVD-том, содержащий по четыре серии каждый. Юго-Восточная азиатская сеть Animax Asia транслировала сериал локально на английском языке. 18 января 2011 года британский аниме-дистрибьютор Manga Entertainment объявили в Твиттере, что компания выпустит аниме-сериал в двух-язычном формате в конце года.
4 марта 2013 года Масима объявил в своем Твиттере, что аниме не закончится, и подтвердил 11 июля, что сиквел был озарен зеленым светом. Сиквел был официально подтвержден в журнале Weekly Shonen Magazine 28 декабря 2013 года специальной главой издания. Сиквел был спродюсирован студиями A-1 Pictures и Bridge с участием персонажей Синдзи Такеути; сейю оригинального сериала также вернулись в проект вместе с режиссером Синдзи Исихирой и сценаристом Масаси Сого. Официальный сайт сиквела был запущен 7 января 2014 года. Премьера сериала состоялась на TV Tokyo 5 апреля 2014 года и одновременно транслировалась компанией Funimation Entertainment. Второй сезон завершился 26 марта 2016 года. 22 марта 2016 года Масима объявила через Твиттер, что разрабатывается еще одна серия Fairy Tail. 20 июля 2017 года Масима подтвердил в Твиттере, что финальный сезон аниме выйдет в эфир в 2018 году. Финальный сезон выходил в эфир с 7 октября 2018 года по 29 сентября 2019 года. A-1 Pictures, CloverWorks и Bridge продюсировали  финальный сезон.

### OVA
См. также: Список OVA
Девять оригинальных видео-анимаций (OVA) Fairy Tail были выпущены на DVD компанией A-1 Pictures и Satelight, каждая из которых поставляется в комплекте с ограниченным тиражом танкобона манги. Первая OVA, Welcome to Fairy Hills!! является адаптацией одноименной манги omake и была выпущена с 26 томом 15 апреля 2011 года. Вторая, Fairy Academy: Yankee-kun and Yankee-chan, была выпущена вместе с томом 27 17 июня 2011 года. Третий, Memory Days, была выпущена вместе с 31 томом 17 февраля 2012 года и содержит оригинальную историю, написанную создателем сериала Хиро Масимой. Четвертая, Fairies' Training Camp, основана на 261 главе манги и была выпущена с 35 томом 16 ноября 2012 года. Пятая, Exciting Ryuzetsu Land, основана на 298 главе манги и была выпущена вместе с 38 томом манги 17 июня 2013 года. Шестая OVA под названием Fairy Tail x Rave была выпущена 16 августа 2013 года вместе с 39 томом манги.

### Анимационные фильмы
Первый фильм под названием Fairy Tail the Movie: Phoenix Priestess была выпущена 18 августа 2012 года. Режиссером фильма выступил Масая Фухимори, а сценарий написал штатный сценарист аниме Масаси Сого. Создатель сериала Хиро Масима был задействован в качестве планировщика сюжета фильма и дизайнера приглашенных персонажей, появляющихся в фильме. Для продвижения фильма Масима нарисовал 30-страничный пролог манги The First Morning, который продавался с предварительными билетами на фильм. DVD был поставлен в комплекте со специальным выпуском 36-го тома манги 13 февраля 2013 года и включал анимационную адаптацию Hajimari no Asa в качестве дополнительного бонуса. Фильм вышел в эфир на канале Animax Asia 23 марта 2013 года.
Второй аниме-фильм был анонсирован 15 мая 2015 года . 31 декабря 2016 года официальное название фильма было раскрыто как Fairy Tail: Dragon Cry, который был выпущен 6 мая 2017 года в Японии.

### Хвост Феи: Столетний квест
Аниме-сериал выходит с 7 июля 2024, 1 сезон состоит из 25 серии

## Восприятие и отзывы

### Манга
По состоянию на февраль 2020 года тираж манги составил более 72 миллиона копий. По данным Oricon, Fairy Tail была восьмой самой продаваемой серией манги в Японии в 2009 году, четвертой лучшей в 2010 и 2011 годах, пятой лучшей в 2012 году, опустилась до девятого места в 2013 году, до 17-го в 2014 году, и была 15-й в 2015 году. Пятый том Fairy Tail занял седьмое место в списке десяти лучших манг, и серия снова заняла седьмое место после выпуска шестого тома. About.com
Деб Аоки назвал Fairy Tail лучшей новой сёнэн мангой 2008 года. В 2009 году манга удостоилась ежегодной престижной премии издательства «Коданся» за лучшую сёнэн-мангу. На отраслевой премии Общества содействия японской анимации 2009 года, организованной Anime Expo, Fairy Tail был назван лучшей комедийной мангой.